# Citadelle de Calais
 (février 2009).
La citadelle de Calais est une forteresse construite, sur les ruines de l'ancien château médiéval datant du XIIIe siècle et qui défendait la ville de Calais.

## Origine
À partir de 1558, et la reprise de Calais, par le duc  François de Guise, la priorité de tous les rois de France, qui se succéderont, sera de faire que Calais reste à jamais dans le royaume de France. Sa position géographique et surtout la proximité des Pays-Bas espagnols et de l'éternel ennemi, l’Angleterre, les y obligent.
Pour cela, l'ancien château médiéval construit en 1229, qui défendait Calais, (et qui fut entre autres le témoin silencieux du mystérieux assassinat de l'oncle de Richard II, le duc de Gloucester), formant un enclos carré de six tours avec un donjon, situé à l'angle nord-ouest de la ville, fut rasé afin de construire sur ses ruines, une vaste citadelle, plus adaptée aux nouvelles nécessités qu'impose la guerre de cette période.
Ce fut le roi François II, qui décida de la construction de la nouvelle citadelle, sur le lieu de l'ancien château. Pour cela, un quartier entier fut rasé. Parmi les bâtiments détruits, il y eut les hôtels, où se trouvaient, durant la possession anglaise, les seigneurs anglais, et surtout l'église Saint-Nicolas. Seul l'hôtel d'Escalles, devant servir de logement au commandant de la nouvelle citadelle, fut épargné.
Ce fut Henri Ier d'Orléans, duc de Longueville, gouverneur de Picardie, qui posa la première pierre en 1564. L'italien Giacomo Castriotto et Jean Errard de Bar-le-Duc, deux brillants ingénieurs de l'époque participèrent aux travaux. Errard, à qui l'on doit aussi les citadelles d'Amiens et de Doullens, fut le créateur de la demi-lune de l'Hermitage devant la porte de la citadelle ayant pour nom Porte de Neptune. Le château, dont il restait quatre tours, compléta les trois autres bastions. Une partie médiévale de l'enceinte de la ville avec la tour Carrée et la tour Pavée subsiste encore de nos jours. On peut entrer également dans la citadelle, après avoir passé la demi-lune par la Porte de Secours, puis par la Porte de Boulogne.

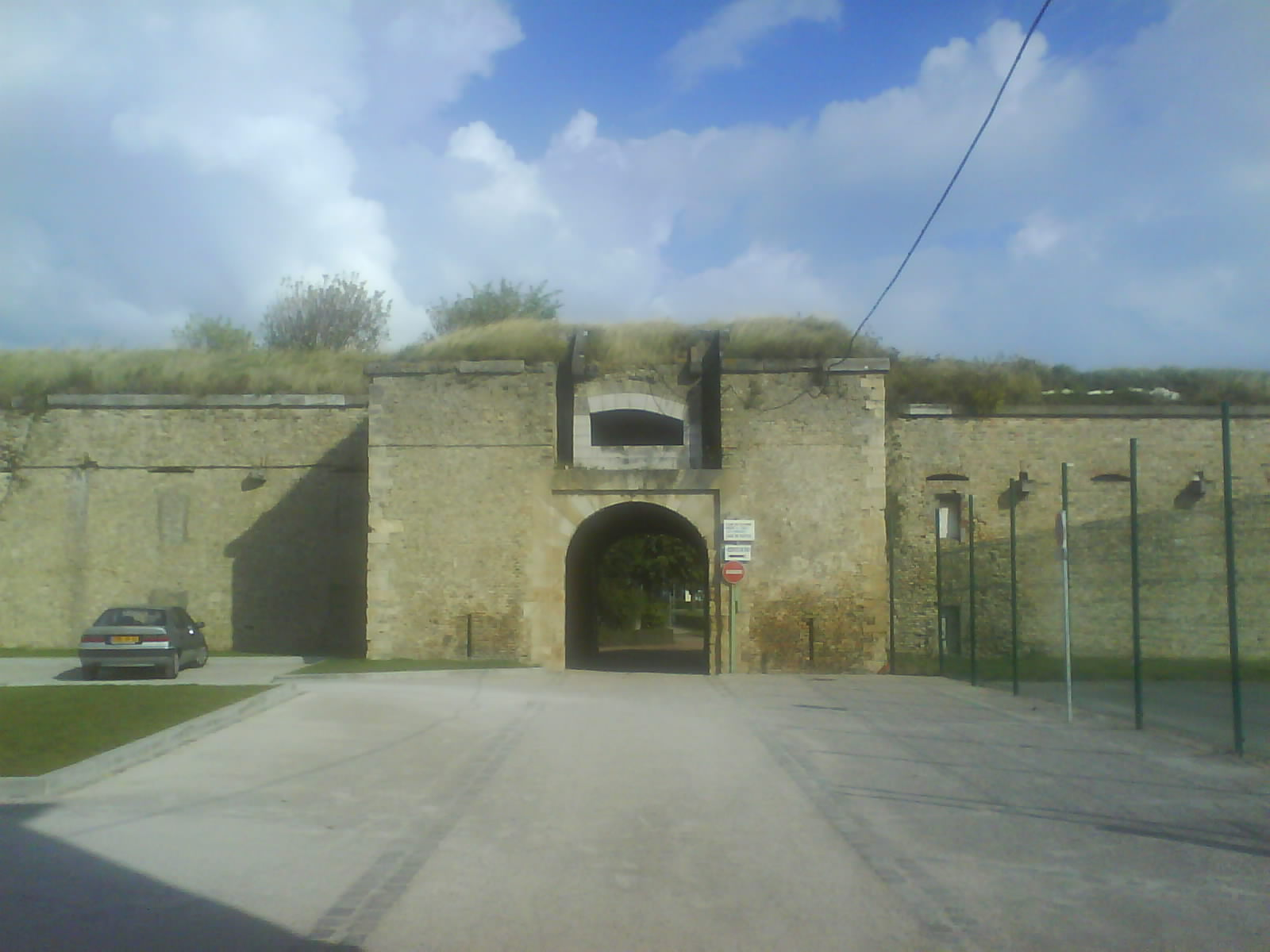
La Porte de Boulogne, qui donne accès par le sud à la citadelle de Calais
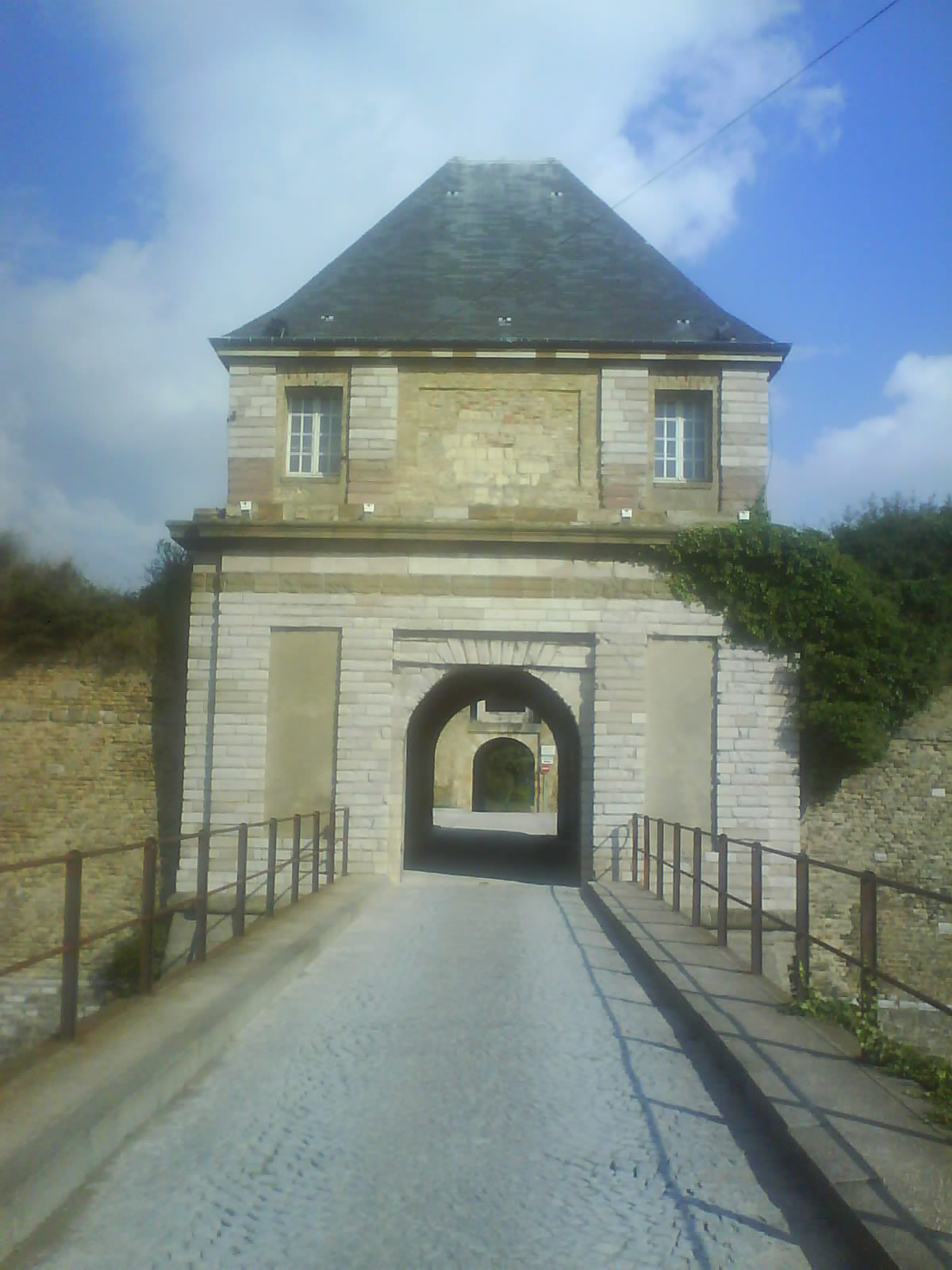
La Porte de Secours, et La Porte de Boulogne visible dans son arche.

## Baptême du feu
Trente ans après le commencement des premiers travaux, le conflit entre la France et l’Espagne, place la citadelle au cœur du conflit. Le 24 avril 1596, alors que le fort Risban et le fort Nieulay sont déjà tombés, les habitants de Calais, y trouvent refuge afin de fuir les troupes de l'archiduc Albert d'Autriche, gouverneur de la Flandre, à la tête de l'armée des Pays-Bas.
Mais la muraille creuse, car remplie de sable, tombe sous le feu des canons. Le bastion nord-est, assailli par l’ennemi, tombe à son tour malgré la résistance acharnée conduite par Michel Patras de Campaigno, surnommé le chevalier Noir. Nous sommes le 25 avril 1596, et Calais quitte de nouveau le giron du royaume de France, et cela pour la dernière fois.
L’histoire rend compte d’un vrai massacre et pillage en règle de la ville par les Espagnols qui recherchent l’or et l’argent des Calaisiens. La ville restera espagnole, jusqu’en mai 1598, date de signature du Traité de Vervins, rendant Calais à la Couronne de France.

## Résidence des gouverneurs
Redevenu française pour toujours, Calais et sa citadelle seront la résidence officielle des gouverneurs de la place, jusqu’en 1636. Et surtout, elles seront l’objet de soins très attentifs de la part des souverains français, cela en raison de sa position géographiquement privilégiée.
En 1605, et en mémoire de celle qui fut détruite pour l’édification de la citadelle, on donna le nom de Saint-Nicolas à une petite église qui fut construite à l’intérieur même des remparts. De nombreux mariages, décès et baptêmes y seront célébrés et cela jusqu'à la Révolution, quand l’église sera reconvertie en magasin à vivres. Les fortifications seront par la suite augmentées sous Henri IV.

## Richelieu
En mai 1632, ayant eu des informations sur un complot visant à vendre Calais aux Anglais, Louis XIII et le cardinal de Richelieu séjournent à Calais et envisagent de faire de la ville entière une gigantesque forteresse dotée d’un grand port militaire. Richelieu ne fera que quelques travaux : un grand arsenal renfermant une grande cour entourée de plusieurs bâtiments pour stocker les armes et le blé, trois souterrains abritant des soldats en cas de bombardements, des moulins à blé ainsi que des fours à pain. Une colonne, représentant le buste de Richelieu, fut aussi dressée dans la cour.
Les travaux furent exécutés par le Marquis de Saint-Chamond, Melchior Mitte de Chevrières qui ne cessa de demander des fonds pour les travaux, alors que les finances de l'État étaient dépensées pour les troupes en guerre contre la Lorraine.

## Vauban
En 1658, la reconquête par Louis XIV de Gravelines puis de Dunkerque, fait perdre un peu de l’importance stratégique de la ville de Calais. Néanmoins, au cours de ses séjours à Calais, Louis XIV confie à Vauban la remise en état des fortifications de la ville, à savoir la citadelle, le fort Risban et la reconstruction du fort Nieulay, l’un des très rares forts-écluses qui restent actuellement en France. Le roi reviendra quelques années après, voir les travaux effectués par son célèbre ingénieur militaire.

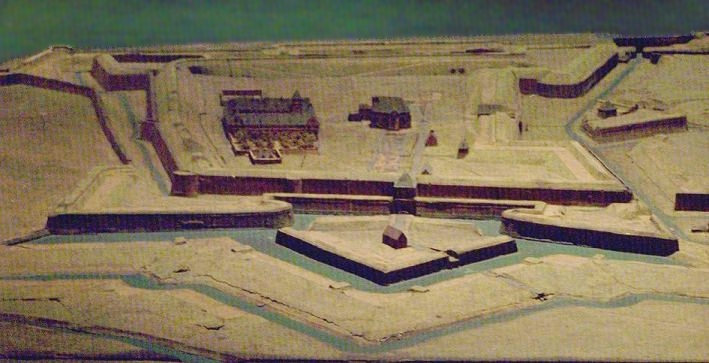
La citadelle de Calais, vue du sud sur le plan-relief de la ville (XVIIe siècle)

Un officier de la marine royale française, Claude de Forbin y sera incarcéré pendant trois semaines en 1691 pour avoir donné quelques coups à un bourgeois, un certain M. Fervaquet, qui lui devait 500 livres et qui l'aurait injurié dans la rue.
Lors de la Révolution, certains voulurent raser la citadelle, prétextant qu’elle aurait pu servir d’appui en cas de révolte de la population face au pouvoir en place.
Avant d’être transféré à la Tour du Guet, c’est dans cette enceinte que Chappe fit en 1816 les premiers essais de son télégraphe aérien.

## XIXesiècle
Au XIXe siècle, elle possédait une caserne d’une contenance de 1 000 hommes de troupe, deux citernes, de nombreux souterrains, des magasins à poudre, des magasins à provisions et des étables. Le rempart sud, déjà construit au Moyen Âge, fut doublé pour lui inclure des écuries et en temps de guerre y loger des hommes de troupes.
Un magasin à poudre voûté en plein cintre, « système Séré de Rivières », fut construit sous le bastion du vieux port à la fin du XIXe siècle.

## Seconde Guerre mondiale
Les premières bombes tombent sur Calais, dès le 10 mai 1940, et le 21, la citadelle est mise en état de défense. La Porte de Neptune et la Porte de Boulogne sont fermées, et un poste de commandement s’installe au sud-ouest. Le 24, alors que les Allemands encerclent la ville, des attaques ont lieu. Le 25 sera une journée noire durant laquelle, l’artillerie lourde de l’ennemi, s’abat sur la citadelle : les écuries brûlent avec tous leurs chevaux, les casernes s’écroulent en grande partie, les postes de secours sont débordés. Un dépôt de mazout en feu, côté ouest, voile le ciel de Calais durant toute la journée. En dépit de toutes ces destructions, les combattants rejettent l’ultimatum Allemand de reddition. Le 26, les casemates tremblent sous le déluge de bombes qui tombent sur la citadelle.
Les Allemands attaquent les remparts au lance-flammes, et finissent par passer par les brèches qui commencent à apparaître. Faute de munitions, à 16h30, les combats cessent, rendant les Allemands maîtres des lieux, après un siège qui aura duré 36 heures. Un officier Allemand dira « La citadelle ne s’est pas rendue, elle a été conquise les armes à la main ». Plus un seul bâtiment ne se trouve debout, et tous seront rasés, au lendemain du conflit. De nombreux résistants du Calaisis seront fusillés.
Durant l'Occupation, la place est investie par la Kriegsmarine. Des défenses légères seront implantées au-dessus du mur d'enceinte, pour former, en juin 1944, le point d'appui Poseidon.

## Monuments conservés
La porte de Boulogne ou porte de secours qui date de la fin du XVIe siècle(remaniée au XIXe siècle) et la porte de la Ville ou de l'Hermitage datée du début du XVIIe siècle ont été inscrites monument historique le 15 février 1939. Les fossés et les courtines de la citadelle ainsi que la demi-lune défendant l'entrée vers la ville ont été inscrites monument historique le 27 avril 1990.

## Combats pacifiques
Dans les années 1960, la citadelle sera reconvertie en stade omnisports et scolaire. Avec des terrains d’athlétisme, de football, de rugby, terrains de tennis sur terre battue et couverts, stand de tirs, tir à l’arc… . Le S.O.C, "Stade Olympique de Calais, y a élu domicile, et la réserve du Crufc, y jouait ses matches et ses entraînements, avant le déménagement de l’Équipe pro, vers le nouveau Stade de l'Épopée, laissant libre, pour la réserve, les installations du Stade Julien-Denis, utiliser jusque-là, par l'équipe pro du CRUFC. La citadelle porte maintenant le nom de "Stade du Souvenir".